# Акути
Акути (санскр. आकूति) — персонаж индуистской мифологии, дочь Сваямбхувы Ману и Шатарупы. Акути замужем за мудрецом по имени Ручи, имеет сына и дочь. Сын Акути — Яджна — был воплощением бога-хранителя вселенной Вишну и Индрой Сваямбхува-Манвантары. Его воспитал Сваямбхува Ману. Дочь Акути звали Дакшина и она замужем за собственным братом. Их сыновьями были двенадцать богов, которых звали Тушита.